# وال (ناحیه ریخنوف ناد کنیژنوو)
وال (به چکی: Val) یک منطقهٔ مسکونی در جمهوری چک است که در ناحیه ریخنوف ناد کنیژنوو واقع شده‌است.